# Temple de la renommée Will Eisner
Le temple de la renommée Will Eisner est un temple de la renommée qui distingue de grands auteurs et acteurs de la bande dessinée américaine, ainsi que quelques étrangers depuis 1998.
Depuis 1999 l'inscription au temple de la renommée se fait de deux manières : le choix du jury (acteurs de la bande dessinée généralement morts, oubliés ou peu connus aux États-Unis, annoncés en janvier) et le choix du corps électoral des prix Eisner, à partir d'une liste établie par le jury (acteurs de la bande dessinée généralement vivants ou reconnus, en grande majorités américains, annoncés lors de la cérémonie des prix Eisner durant l'été).

## Statistiques
Après le Comic Con 2023, il contient 222 noms, dont 32 femmes et 17 personnes n'ayant pas fait leur carrière aux États-Unis. Les deux plus jeunes inscrits sont Robert Crumb, ajouté à 47 ans en 1993, et Art Spiegelman, à 51 ans en 1999. Hormis eux, seuls Neal Adams, Barry Windsor-Smith, Katsuhiro Otomo, Frank Miller, Jaime Hernandez et Alison Bechdel l'ont été avant leurs soixante ans. Plusieurs personnalités ont été ajoutées à titre posthume, parfois très longtemps après leur décès (155 ans pour Rodolphe Töpffer), parfois juste après (deux semaines pour Joe Shuster).

## Membres
| Année    | Auteur                    | Nationalité        | Langue d'expression | Dates       | Âge à l'obtention           |
| -------- | ------------------------- | ------------------ | ------------------- | ----------- | --------------------------- |
| 1987     | Carl Barks                | États-Unis         | Anglais             | 1901-2000   | 86 ans, 4 mois et 12 jours  |
| 1987     | Will Eisner               | États-Unis         | Anglais             | 1917-2005   | 70 ans, 5 mois et 2 jours   |
| 1987     | Jack Kirby                | États-Unis         | Anglais             | 1917-1994   | 69 ans, 11 mois et 11 jours |
| 1988     | Milton Caniff             | États-Unis         | Anglais             | 1907-1988   | Posthume                    |
| 1989     | Harvey Kurtzman           | États-Unis         | Anglais             | 1924-1993   | 64 ans, 10 mois et 2 jours  |
| 1991     | Robert Crumb              | États-Unis         | Anglais             | 1943-       | 47 ans, 10 mois et 6 jours  |
| 1991     | Alex Toth                 | États-Unis         | Anglais             | 1928-2006   | 63 ans et 11 jours          |
| 1992     | Joe Shuster               | États-Unis Canada  | Anglais             | 1914-1992   | Posthume                    |
| 1992     | Jerry Siegel              | États-Unis         | Anglais             | 1914-1996   | 77 ans, 9 mois et 29 jours  |
| 1992     | Wally Wood                | États-Unis         | Anglais             | 1927-1981   | Posthume                    |
| 1993     | C. C. Beck                | États-Unis         | Anglais             | 1910-1989   | Posthume                    |
| 1993     | William Gaines            | États-Unis         | Anglais             | 1922-1992   | Posthume                    |
| 1994     | Steve Ditko               | États-Unis         | Anglais             | 1927-2018   | 66 ans, 9 mois et 4 jours   |
| 1994     | Stan Lee                  | États-Unis         | Anglais             | 1922-2018   | 71 ans, 7 mois et 9 jours   |
| 1995     | Frank Frazetta            | États-Unis         | Anglais             | 1928-2010   | 67 ans, 5 mois et 20 jours  |
| 1995     | Walt Kelly                | États-Unis         | Anglais             | 1913-1973   | Posthume                    |
| 1996     | Harold Foster             | États-Unis         | Anglais             | 1892-1982   | Posthume                    |
| 1996     | Bob Kane                  | États-Unis         | Anglais             | 1915-1998   | 80 ans, 8 mois et 12 jours  |
| 1996     | Winsor McCay              | États-Unis         | Anglais             | 1869-1934   | Posthume                    |
| 1996     | Alex Raymond              | États-Unis         | Anglais             | 1909-1956   | Posthume                    |
| 1997     | Gil Kane                  | États-Unis         | Anglais             | 1926-2000   | 71 ans et 4 mois            |
| 1997     | Charles M. Schulz         | États-Unis         | Anglais             | 1922-2000   | 74 ans, 8 mois et 11 jours  |
| 1997     | Julius Schwartz           | États-Unis         | Anglais             | 1915-2004   | 82 ans, 1 mois et 18 jours  |
| 1997     | Curt Swan                 | États-Unis         | Anglais             | 1920-1996   | Posthume                    |
| 1998     | Neal Adams                | États-Unis         | Anglais             | 1941-2022   | 57 ans, 2 mois et 9 jours   |
| 1998     | Jean Giraud               | France             | Français            | 1938-2012   | 60 ans, 3 mois et 7 jours   |
| 1998     | Archie Goodwin            | États-Unis         | Anglais             | 1937-1998   | Posthume                    |
| 1998     | Joe Kubert                | États-Unis         | Anglais             | 1926-2012   | 71 ans, 10 mois et 28 jours |
| 1999     | Murphy Anderson           | États-Unis         | Anglais             | 1926-2015   | 73 ans, 1 mois et 6 jours   |
| 1999     | Joe Simon                 | États-Unis         | Anglais             | 1913-2011   | 86 ans et 4 jours           |
| 1999     | Art Spiegelman            | États-Unis         | Anglais             | 1948-       | 51 ans et 6 mois            |
| 1999     | Dick Sprang               | États-Unis         | Anglais             | 1915-2000   | 84 ans et 18 jours          |
| 1999 (J) | Jack Cole                 | États-Unis         | Anglais             | 1914-1958   | Posthume                    |
| 1999 (J) | L. B. Cole                | États-Unis         | Anglais             | 1918-1995   | Posthume                    |
| 1999 (J) | Bill Finger               | États-Unis         | Anglais             | 1914-1974   | Posthume                    |
| 1999 (J) | Gardner Fox               | États-Unis         | Anglais             | 1911-1986   | Posthume                    |
| 1999 (J) | Mac Raboy                 | États-Unis         | Anglais             | 1914-1967   | Posthume                    |
| 1999 (J) | Alex Schomburg            | États-Unis         | Anglais             | 1905-1998   | Posthume                    |
| 2000     | George Herriman           | États-Unis         | Anglais             | 1880-1944   | Posthume                    |
| 2000     | Carmine Infantino         | États-Unis         | Anglais             | 1925-2013   | 75 ans, 1 mois et 28 jours  |
| 2000     | Al Williamson             | États-Unis         | Anglais             | 1931-2010   | 69 ans, 4 mois et 1 jour    |
| 2000     | Basil Wolverton           | États-Unis         | Anglais             | 1909-1979   | Posthume                    |
| 2000 (J) | Bill Everett              | États-Unis         | Anglais             | 1917-1973   | Posthume                    |
| 2000 (J) | Sheldon Mayer             | États-Unis         | Anglais             | 1917-1991   | Posthume                    |
| 2001     | Chester Gould             | États-Unis         | Anglais             | 1900-1985   | Posthume                    |
| 2001     | Frank King                | États-Unis         | Anglais             | 1883-1969   | Posthume                    |
| 2001     | Elzie Crisler Segar       | États-Unis         | Anglais             | 1894-1938   | Posthume                    |
| 2001     | Marie Severin             | États-Unis         | Anglais             | 1929-2018   | 71 ans et 11 mois           |
| 2001 (J) | Dale Messick              | États-Unis         | Anglais             | 1906-2005   | 95 ans, 3 mois et 10 jours  |
| 2001 (J) | Roy Crane                 | États-Unis         | Anglais             | 1901-1977   | Posthume                    |
| 2002     | Sergio Aragonés           | États-Unis Mexique | Anglais             | 1937-       | 64 ans et 11 mois           |
| 2002     | John Buscema              | États-Unis         | Anglais             | 1927-2002   | Posthume                    |
| 2002     | Dan DeCarlo               | États-Unis         | Anglais             | 1919-2001   | Posthume                    |
| 2002     | John Romita, Sr.          | États-Unis         | Anglais             | 1930-2023   | 72 ans, 6 mois et 10 jours  |
| 2002 (J) | Charles Biro              | États-Unis         | Anglais             | 1911-1972   | Posthume                    |
| 2002 (J) | Osamu Tezuka              | Japon              | Japonais            | 1928-1989   | Posthume                    |
| 2003     | Jack Davis                | États-Unis         | Anglais             | 1924-2016   | 78 ans, 7 mois et 17 jours  |
| 2003     | Will Elder                | États-Unis         | Anglais             | 1921-2008   | 81 ans, 9 mois et 27 jours  |
| 2003     | Al Feldstein              | États-Unis         | Anglais             | 1925-2014   | 77 ans, 8 mois et 25 jours  |
| 2003     | John Severin              | États-Unis         | Anglais             | 1921-2012   | 81 ans, 6 mois et 23 jours  |
| 2003 (J) | Hergé                     | Belgique           | Français            | 1907-1983   | Posthume                    |
| 2003 (J) | Bernie Krigstein          | États-Unis         | Anglais             | 1919-1990   | Posthume                    |
| 2004     | Al Capp                   | États-Unis         | Anglais             | 1909-1979   | Posthume                    |
| 2004     | Jules Feiffer             | États-Unis         | Anglais             | 1929-2025   | 75 ans, 5 mois et 28 jours  |
| 2004     | Don Martin                | États-Unis         | Anglais             | 1931-2000   | Posthume                    |
| 2004     | Jerry Robinson            | États-Unis         | Anglais             | 1922-2011   | 82 ans, 6 mois et 23 jours  |
| 2004 (J) | Otto Binder               | États-Unis         | Anglais             | 1911-1974   | Posthume                    |
| 2004 (J) | John Stanley              | États-Unis         | Anglais             | 1914-1993   | Posthume                    |
| 2004 (J) | Kazuo Koike               | Japon              | Japonais            | 1936-2019   | 68 ans, 2 mois et 16 jours  |
| 2004 (J) | Gōseki Kojima             | Japon              | Japonais            | 1928-2000   | Posthume                    |
| 2005     | Johnny Craig              | États-Unis         | Anglais             | 1926-2001   | Posthume                    |
| 2005     | Hugo Pratt                | Italie             | Italien Espagnol    | 1927-1995   | Posthume                    |
| 2005     | Nick Cardy                | États-Unis         | Anglais             | 1920-2013   | 84 ans, 8 mois et 26 jours  |
| 2005     | Gene Colan                | États-Unis         | Anglais             | 1926-2011   | 78 ans, 10 mois et 15 jours |
| 2005 (J) | Lou Fine                  | États-Unis         | Anglais             | 1914-1971   | Posthume                    |
| 2005 (J) | René Goscinny             | France             | Français            | 1926-1977   | Posthume                    |
| 2005 (J) | Albert Uderzo             | France             | Français            | 1927-2020   | 78 ans, 2 mois et 22 jours  |
| 2006     | Vaughn Bodé               | États-Unis         | Anglais             | 1941-1975   | Posthume                    |
| 2006     | Ramona Fradon             | États-Unis         | Anglais             | 1926-2024   | 79 ans, 9 mois et 20 jours  |
| 2006     | Russ Manning              | États-Unis         | Anglais             | 1929-1981   | Posthume                    |
| 2006     | Jim Steranko              | États-Unis         | Anglais             | 1938-       | 67 ans, 8 mois et 17 jours  |
| 2006 (J) | Floyd Gottfredson         | États-Unis         | Anglais             | 1905-1986   | Posthume                    |
| 2006 (J) | William Moulton Marston   | États-Unis         | Anglais             | 1893-1947   | Posthume                    |
| 2007     | Ross Andru                | États-Unis         | Anglais             | 1927-1993   | Posthume                    |
| 2007     | Mike Esposito             | États-Unis         | Anglais             | 1927-2010   | 80 ans et 14 jours          |
| 2007     | Dick Ayers                | États-Unis         | Anglais             | 1924-2014   | 83 ans et 3 mois            |
| 2007     | Wayne Boring              | États-Unis         | Anglais             | 1905-1987   | Posthume                    |
| 2007     | Joe Orlando               | États-Unis         | Anglais             | 1927-1998   | Posthume                    |
| 2007 (J) | Robert Kanigher           | États-Unis         | Anglais             | 1915-2002   | Posthume                    |
| 2007 (J) | Ogden Whitney             | États-Unis         | Anglais             | 1918-1972 ? | Posthume                    |
| 2008     | John Broome               | États-Unis         | Anglais             | 1913-1999   | Posthume                    |
| 2008     | Arnold Drake              | États-Unis         | Anglais             | 1924-2007   | Posthume                    |
| 2008     | Len Wein                  | États-Unis         | Anglais             | 1948-2017   | 60 ans, 1 mois et 14 jours  |
| 2008     | Barry Windsor-Smith       | Royaume-Uni        | Anglais             | 1949-       | 59 ans, 2 mois et 1 jour    |
| 2008 (J) | Richard Felton Outcault   | États-Unis         | Anglais             | 1863-1928   | Posthume                    |
| 2008 (J) | Malcolm Wheeler-Nicholson | États-Unis         | Anglais             | 1890-1965   | Posthume                    |
| 2009     | Matt Baker                | États-Unis         | Anglais             | 1921-1959   | Posthume                    |
| 2009     | Reed Crandall             | États-Unis         | Anglais             | 1917-1982   | Posthume                    |
| 2009     | Russ Heath                | États-Unis         | Anglais             | 1926-2018   | 82 ans, 9 mois et 26 jours  |
| 2009     | Jerry Iger                | États-Unis         | Anglais             | 1903-1990   | Posthume                    |
| 2009 (J) | Harold Gray               | États-Unis         | Anglais             | 1894-1968   | Posthume                    |
| 2009 (J) | Graham Ingels             | États-Unis         | Anglais             | 1915-1991   | Posthume                    |
| 2010     | Steve Gerber              | États-Unis         | Anglais             | 1947-2008   | Posthume                    |
| 2010     | Dick Giordano             | États-Unis         | Anglais             | 1932-2010   | Posthume                    |
| 2010     | Michael Wm. Kaluta        | États-Unis         | Anglais             | 1947-       | 62 ans, 10 mois et 29 jours |
| 2010     | Mort Weisinger            | États-Unis         | Anglais             | 1915-1978   | Posthume                    |
| 2010 (J) | Burne Hogarth             | États-Unis         | Anglais             | 1911-1996   | Posthume                    |
| 2010 (J) | Bob Montana               | États-Unis         | Anglais             | 1920-1975   | Posthume                    |
| 2011     | Mort Drucker              | États-Unis         | Anglais             | 1929-2020   | 82 ans, 3 mois et 24 jours  |
| 2011     | Harvey Pekar              | États-Unis         | Anglais             | 1939-2010   | Posthume                    |
| 2011     | Roy Thomas                | États-Unis         | Anglais             | 1940-       | 70 ans, 8 mois et 1 jour    |
| 2011     | Marv Wolfman              | États-Unis         | Anglais             | 1946-       | 65 ans, 2 mois et 10 jours  |
| 2011 (J) | Ernie Bushmiller          | États-Unis         | Anglais             | 1905-1982   | Posthume                    |
| 2011 (J) | Jack Jackson              | États-Unis         | Anglais             | 1941-2006   | Posthume                    |
| 2011 (J) | Martin Nodell             | États-Unis         | Anglais             | 1915-2006   | Posthume                    |
| 2011 (J) | Lynd Ward                 | États-Unis         | Anglais             | 1902-1985   | Posthume                    |
| 2012     | Bill Blackbeard           | États-Unis         | Anglais             | 1926-2011   | Posthume                    |
| 2012     | Richard Corben            | États-Unis         | Anglais             | 1940-2022   | 71 ans, 8 mois et 13 jours  |
| 2012     | Katsuhiro Ōtomo           | Japon              | Japonais            | 1954-       | 58 ans et 3 mois            |
| 2012     | Gilbert Shelton           | États-Unis         | Anglais             | 1940-       | 72 ans, 1 mois et 13 jours  |
| 2012 (J) | Rudolph Dirks             | États-Unis         | Anglais             | 1877-1968   | Posthume                    |
| 2012 (J) | Harry Lucey               | États-Unis         | Anglais             | 1913-1984   | Posthume                    |
| 2013     | Lee Falk                  | États-Unis         | Anglais             | 1911-1999   | Posthume                    |
| 2013     | Al Jaffee                 | États-Unis         | Anglais             | 1921-2023   | 92 ans, 4 mois et 7 jours   |
| 2013     | Trina Robbins             | États-Unis         | Anglais             | 1938-2024   | 74 ans, 11 mois et 3 jours  |
| 2013     | Joe Sinnott               | États-Unis         | Anglais             | 1926-2020   | 86 ans, 9 mois et 4 jours   |
| 2013 (J) | Mort Meskin               | États-Unis         | Anglais             | 1916-1995   | Posthume                    |
| 2013 (J) | Spain Rodriguez           | États-Unis         | Anglais             | 1940-2012   | Posthume                    |
| 2014     | Hayao Miyazaki            | Japon              | Japonais            | 1941-       | 73 ans, 6 mois et 21 jours  |
| 2014     | Alan Moore                | Royaume-Uni        | Anglais             | 1953-       | 60 ans, 8 mois et 8 jours   |
| 2014     | Dennis O'Neil             | États-Unis         | Anglais             | 1939-2020   | 75 ans, 2 mois et 23 jours  |
| 2014     | Bernie Wrightson          | États-Unis         | Anglais             | 1948-2017   | 65 ans, 8 mois et 29 jours  |
| 2014 (J) | Orrin C. Evans            | États-Unis         | Anglais             | 1902-1971   | Posthume                    |
| 2014 (J) | Irwin Hasen               | États-Unis         | Anglais             | 1918-2015   | 96 ans et 18 jours          |
| 2014 (J) | Sheldon Moldoff           | États-Unis         | Anglais             | 1920-2012   | Posthume                    |
| 2015     | John Byrne                | États-Unis         | Anglais             | 1950-       | 65 ans et 5 jours           |
| 2015     | Chris Claremont           | États-Unis         | Anglais             | 1950-       | 64 ans, 7 mois et 11 jours  |
| 2015     | Denis Kitchen             | États-Unis         | Anglais             | 1946-       | 68 ans, 10 mois et 14 jours |
| 2015     | Frank Miller              | États-Unis         | Anglais             | 1957-       | 58 ans, 5 mois et 14 jours  |
| 2015 (J) | Bill Woggon               | États-Unis         | Anglais             | 1911-2003   | Posthume                    |
| 2015 (J) | Marge Woggon              | États-Unis         | Anglais             | 1904-1993   | Posthume                    |
| 2016     | Lynda Barry               | États-Unis         | Anglais             | 1956-       | 60 ans, 6 mois et 24 jours  |
| 2016     | Rube Goldberg             | États-Unis         | Anglais             | 1883-1970   | Posthume                    |
| 2016     | Matt Groening             | États-Unis         | Anglais             | 1954-       | 62 ans, 5 mois et 11 jours  |
| 2016     | Jacques Tardi             | France             | Français            | 1946-       | 69 ans, 10 mois et 26 jours |
| 2016 (J) | Tove Jansson              | Finlande           | Suédois             | 1914-2001   | Posthume                    |
| 2016 (J) | Carl Burgos               | États-Unis         | Anglais             | 1917-1984   | Posthume                    |
| 2017     | Gilbert Hernandez         | États-Unis         | Anglais             | 1957-       | 60 ans, 5 mois et 21 jours  |
| 2017     | Jaime Hernandez           | États-Unis         | Anglais             | 1959-       | 57 ans, 9 mois et 12 jours  |
| 2017     | George Pérez              | États-Unis         | Anglais             | 1954-       | 63 ans, 1 mois et 13 jours  |
| 2017     | Walter Simonson           | États-Unis         | Anglais             | 1946-       | 70 ans, 10 mois et 20 jours |
| 2017     | Jim Starlin               | États-Unis         | Anglais             | 1949-       | 67 ans, 9 mois et 13 jours  |
| 2017 (J) | Milt Gross                | États-Unis         | Anglais             | 1895-1953   | Posthume                    |
| 2017 (J) | H. G. Peter               | États-Unis         | Anglais             | 1880-1958   | Posthume                    |
| 2017 (J) | Antonio Prohías           | Cuba               | Anglais             | 1916-1998   | Posthume                    |
| 2017 (J) | Dori Seda                 | États-Unis         | Anglais             | 1950-1988   | Posthume                    |
| 2018     | Charles Addams            | États-Unis         | Anglais             | 1912-1988   | Posthume                    |
| 2018     | Karen Berger              | États-Unis         | Anglais             | 1958-       | 60 ans, 4 mois et 24 jours  |
| 2018     | Dave Gibbons              | Royaume-Uni        | Anglais             | 1949-       | 69 ans, 3 mois et 6 jours   |
| 2018     | Rumiko Takahashi          | Japon              | Japonais            | 1957-       | 60 ans, 9 mois et 10 jours  |
| 2018 (J) | Carol Kalish              | États-Unis         | Anglais             | 1955-1991   | Posthume                    |
| 2018 (J) | Jackie Ormes              | États-Unis         | Anglais             | 1911-1985   | Posthume                    |
| 2019     | José Luis García-López    | Espagne            | Anglais             | 1948-       | 70 ans, 3 mois et 23 jours  |
| 2019     | Jenette Kahn              | États-Unis         | Anglais             | 1947-       | 71 ans, 2 mois et 3 jours   |
| 2019     | Paul Levitz               | États-Unis         | Anglais             | 1956-       | 61 ans, 8 mois et 28 jours  |
| 2019     | Wendy Pini                | États-Unis         | Anglais             | 1951-       | 67 ans, 1 mois et 15 jours  |
| 2019     | Richard Pini              | États-Unis         | Anglais             | 1950-       | 68 ans                      |
| 2019     | Bill Sienkiewicz          | États-Unis         | Anglais             | 1958-       | 60 ans, 2 mois et 16 jours  |
| 2019 (J) | Jim Aparo                 | États-Unis         | Anglais             | 1932-2005   | Posthume                    |
| 2019 (J) | Dave Stevens              | États-Unis         | Anglais             | 1955-2008   | Posthume                    |
| 2019 (J) | June Tarpé Mills          | États-Unis         | Anglais             | 1918-1988   | Posthume                    |
| 2019 (J) | Morrie Turner             | États-Unis         | Anglais             | 1923-2014   | Posthume                    |
| 2020     | Alison Bechdel            | États-Unis         | Anglais             | 1960-       | 59 ans, 10 mois et 14 jours |
| 2020     | Howard Cruse              | États-Unis         | Anglais             | 1944-2019   | 76 ans, 2 mois et 22 jours  |
| 2020     | Stan Sakai                | États-Unis         | Anglais             | 1953-       | 67 ans, 1 mois et 29 jours  |
| 2020     | Louise Simonson           | États-Unis         | Anglais             | 1946-       | 73 ans, 9 mois et 28 jours  |
| 2020     | Don Thompson              | États-Unis         | Anglais             | 1935-1994   | Posthume                    |
| 2020     | Maggie Thompson           | États-Unis         | Anglais             | 1942-       | 77 ans, 7 mois et 25 jours  |
| 2020     | Bill Watterson            | États-Unis         | Anglais             | 1958-       | 62 ans et 19 jours          |
| 2020 (J) | Nell Brinkley             | États-Unis         | Anglais             | 1886-1944   | Posthume                    |
| 2020 (J) | E. Simms Campbell         | États-Unis         | Anglais             | 1906-1971   | Posthume                    |
| 2021     | Ruth Atkinson             | Canada             | Anglais             | 1918-1997   | Posthume                    |
| 2021     | Dave Cockrum              | États-Unis         | Anglais             | 1943-2006   | Posthume                    |
| 2021     | Neil Gaiman               | Royaume-Uni        | Anglais             | 1960-       | 60 ans, 8 mois et 13 jours  |
| 2021     | Scott McCloud             | États-Unis         | Anglais             | 1960-       | 61 ans, 1 mois et 13 jours  |
| 2021 (J) | Alberto Breccia           | Argentine          | Espagnol            | 1919-1993   | Posthume                    |
| 2021 (J) | Stan Goldberg (en)        | États-Unis         | Anglais             | 1932-2014   | Posthume                    |
| 2021 (J) | Françoise Mouly           | France             | Anglais             | 1955        | 65 ans, 8 mois et 29 jours  |
| 2021 (J) | Thomas Nast               | États-Unis         | Anglais             | 1840-1902   | Posthume                    |
| 2021 (J) | Lily Renée                | États-Unis         | Anglais             | 1921-2022   | 100 ans, 2 mois et 11 jours |
| 2021 (J) | Rodolphe Töpffer          | Suisse             | Français            | 1799-1846   | Posthume                    |
| 2022     | Howard Chaykin            | États-Unis         | Anglais             | 1950-       | 71 ans, 9 mois et 16 jours  |
| 2022     | Kevin Eastman             | États-Unis         | Anglais             | 1962-       | 60 ans, 1 mois et 23 jours  |
| 2022     | Larry Hama                | États-Unis         | Anglais             | 1949-       | 73 ans, 1 mois et 16 jours  |
| 2022     | Moto Hagio                | Japon              | Japonais            | 1949-       | 73 ans, 2 mois et 11 jours  |
| 2022     | David Mazzucchelli        | États-Unis         | Anglais             | 1960-       | 61 ans, 10 mois et 2 jours  |
| 2022     | Grant Morrison            | Royaume-Uni        | Anglais             | 1960-       | 62 ans, 5 mois et 22 jours  |
| 2022 (J) | Max Gaines                | États-Unis         | Anglais             | 1894-1947   | Posthume                    |
| 2022 (J) | Mark E. Gruenwald         | États-Unis         | Anglais             | 1953-1996   | Posthume                    |
| 2022 (J) | Marie Duval               | Royaume-Uni        | Anglais             | 1847-1890   | Posthume                    |
| 2022 (J) | Alex Niño                 | Philippines        | Anglais             | 1940-       | 82 ans, 2 mois et 22 jours  |
| 2022 (J) | Rose O'Neill              | États-Unis         | Anglais             | 1874-1944   | Posthume                    |
| 2022 (J) | P. Craig Russell          | États-Unis         | Anglais             | 1951-       | 70 ans, 8 mois et 23 jours  |
| 2023     | Brian Bolland             | Royaume-Uni        | Anglais             | 1951-       | 72 ans, 3 mois et 26 jours  |
| 2023     | Ann Nocenti               | États-Unis         | Anglais             | 1957-       | 66 ans, 6 mois et 5 jours   |
| 2023     | Tim Sale                  | États-Unis         | Anglais             | 1956-2022   | Posthume                    |
| 2023     | Diana Schutz              | Canada             | Anglais             | 1955-       | 68 ans, 5 mois et 21 jours  |
| 2023 (J) | Jerry Bails               | États-Unis         | Anglais             | 1933-2006   | Posthume                    |
| 2023 (J) | Tony DeZuniga             | Philippines        | Anglais             | 1932-2012   | Posthume                    |
| 2023 (J) | Justin Green              | États-Unis         | Anglais             | 1945-2022   | Posthume                    |
| 2023 (J) | Bill Griffith             | États-Unis         | Anglais             | 1944-       | 79 ans, 6 mois et 2 jours   |
| 2023 (J) | Jay Jackson (en)          | États-Unis         | Anglais             | 1905-1954   | Posthume                    |
| 2023 (J) | Jeffrey Catherine Jones   | États-Unis         | Anglais             | 1944-2011   | Posthume                    |
| 2023 (J) | Jack Katz                 | États-Unis         | Anglais             | 1927-       | 95 ans, 9 mois et 25 jours  |
| 2023 (J) | Aline Kominsky-Crumb      | États-Unis         | Anglais             | 1948-2022   | Posthume                    |
| 2023 (J) | Win Mortimer              | Canada             | Anglais             | 1919-1998   | Posthume                    |
| 2023 (J) | Diane Noomin              | États-Unis         | Anglais             | 1947-2022   | Posthume                    |
| 2023 (J) | Gaspar Saladino (en)      | États-Unis         | Anglais             | 1927-2016   | Posthume                    |
| 2023 (J) | Kim Thompson              | États-Unis         | Anglais             | 1956-2013   | Posthume                    |
| 2023 (J) | Garry Trudeau             | États-Unis         | Anglais             | 1948-       | 75 ans et 1 jour            |
| 2023 (J) | Mort Walker               | États-Unis         | Anglais             | 1923-2018   | Posthume                    |
| 2023 (J) | Tatjana Wood (en)         | États-Unis         | Anglais             | 1926-       | 97 ans, 4 mois et 20 jours  |
| 2024 (J) | Kim Deitch                | États-Unis         | Anglais             | 1944-       | 80 ans, 1 mois et 23 jours  |
| 2024 (J) | Creig Flessel             | États-Unis         | Anglais             | 1912-2008   | Posthume                    |
| 2024 (J) | A.B. Frost                | États-Unis         | Anglais             | 1851-1928   | Posthume                    |
| 2024 (J) | Billy Graham              | États-Unis         | Anglais             | 1935-1999   | Posthume                    |
| 2024 (J) | Gary Groth                | États-Unis         | Anglais             | 1954-       | 69 ans, 9 mois et 26 jours  |
| 2024 (J) | Albert Kanter (en)        | États-Unis         | Anglais             | 1897-1973   | Posthume                    |
| 2024 (J) | Warren Kremer             | États-Unis         | Anglais             | 1921-2003   | Posthume                    |
| 2024 (J) | Oskar Lebeck (en)         | États-Unis         | Anglais             | 1903-1966   | Posthume                    |
| 2024 (J) | Frans Masereel            | Belgique           | Flamand             | 1889-1972   | Posthume                    |
| 2024 (J) | Don McGregor              | États-Unis         | Anglais             | 1945-       | 79 ans et 29 jours          |
| 2024 (J) | Keiji Nakazawa            | Japon              | Japonais            | 1939-2012   | Posthume                    |
| 2024 (J) | Noel Sickles              | États-Unis         | Anglais             | 1910-1982   | Posthume                    |
| 2024 (J) | Cliff Sterrett            | États-Unis         | Anglais             | 1883-1964   | Posthume                    |
| 2024 (J) | E. C. Stoner (en)         | États-Unis         | Anglais             | 1897-1969   | Posthume                    |
| 2024 (J) | Bryan Talbot              | Royaume-Uni        | Anglais             | 1952-       | 72 ans, 4 mois et 20 jours  |
| 2024 (J) | Ron Turner                | États-Unis         | Anglais             | 1940-       | 84 ans                      |
| 2024 (J) | George Tuska              | États-Unis         | Anglais             | 1919-2009   | Posthume                    |
| 2024 (J) | Lynn Varley               | États-Unis         | Anglais             | 1958-       | 66 ans, 4 mois et 3 jours   |
| 2024 (J) | James Warren              | États-Unis         | Anglais             | 1930-       | 93 ans, 11 mois et 15 jours |

## Personnes nommées sans être inscrites
Sources : 1988-2007, 2008, 2009, 2010, 2011, 2012, 2013, 2014, 2015, 2016, 2017, 2018, 2019, 2020, 2021, 2022 et 2023.
| Auteur               | Année(s) de nomination | Nationalité | Langue d'expression | Dates     |
| -------------------- | ---------------------- | ----------- | ------------------- | --------- |
| Paul S. Newman       | 1997, 2009, 2015       |             | Anglais             | 1924-1999 |
| Bob Powell           | 2007, 2010, 2015       | 1916-1967   | Anglais             |           |
| Gus Arriola          | 2014, 2018, 2023       | 1917-2008   | Anglais             |           |
| George Evans         | 2000, 2008             | 1920-2001   | Anglais             |           |
| Frank Robbins        | 2005, 2015             | 1917-1994   | Anglais             |           |
| Bob Oksner           | 2009, 2010             | 1916-2007   | Anglais             |           |
| George McManus       | 2010, 2011             | 1884-1954   | Anglais             |           |
| Jesse Marsh          | 2012, 2013             | 1907-1966   | Anglais             |           |
| Carlos Ezquerra      | 2012, 2018             |             | Anglais             | 1947-2018 |
| Posy Simmonds        | 2017, 2018             |             | Anglais             | 1945      |
| Don Heck             | 2020, 2021             |             | Anglais             | 1929-1995 |
| Steve Englehart      | 2017, 2022             | 1947-       | Anglais             |           |
| Bob Fujitani         | 2012, 2023             | 1920-2020   | Anglais             |           |
| Gerry Conway         | 2022, 2023             | 1952-       | Anglais             |           |
| Yves Chaland         | 2005                   |             | Français            | 1957-1990 |
| Frank Hampson        | 2005                   |             | Anglais             | 1918-1985 |
| Bernard Baily        | 2007                   |             | Anglais             | 1916-1996 |
| Jack Kamen           | 2010                   | 1920-2008   | Anglais             |           |
| Yoshihiro Tatsumi    | 2010                   |             | Japonais            | 1935-2015 |
| Dan O'Neill          | 2012                   |             | Anglais             | 1942-     |
| Bud Fisher           | 2013                   | 1885-1954   | Anglais             |           |
| Gary Panter          | 2013                   | 1950-       | Anglais             |           |
| Philippe Druillet    | 2014                   |             | Français            | 1944-     |
| Fred Kida (en)       | 2014                   |             | Anglais             | 1920-2014 |
| Bernie Wrightson     | 2014                   | 1947-2017   | Anglais             |           |
| John Byrne           | 2015                   | 1950-       | Anglais             |           |
| Edward Gorey         | 2016                   | 1925-2000   | Anglais             |           |
| Jack Kamen           | 2016                   | 1920-2008   | Anglais             |           |
| Herb Trimpe          | 2016                   | 1939-2015   | Anglais             |           |
| Peter Bagge          | 2017                   | 1957-       | Anglais             |           |
| Roberta Gregory      | 2017                   | 1953-       | Anglais             |           |
| John Wagner          | 2018                   |             | Anglais             | 1949-     |
| S. Clay Wilson       | 2018                   |             | Anglais             | 1941-2021 |
| Lynn Johnston        | 2019                   |             | Anglais             | 1947-     |
| Naoki Urasawa        | 2019                   |             | Japonais            | 1960-     |
| Akira Toriyama       | 2019                   | 1955-2024   | Japonais            |           |
| Klaus Janson         | 2021                   |             | Anglais             | 1952-     |
| Hank Ketcham         | 2021                   | 1920-2001   | Anglais             |           |
| Jean-Claude Mézières | 2022                   |             | Français            | 1938-2022 |
| Jim Shooter          | 2022                   |             | Anglais             | 1951-     |
| Mark Waid            | 2022                   | 1962-       | Anglais             |           |
| Cat Yronwode         | 2022                   | 1947-       | Anglais             |           |
| Edwina Dumm          | 2023                   | 1893-1990   | Anglais             |           |
| Mark Evanier         | 2023                   | 1952-       | Anglais             |           |
| Todd McFarlane       | 2023                   |             | Anglais             | 1961-     |
| Paul Norris          | 2023                   |             | Anglais             | 1914-2007 |
| Bud Plant (en)       | 2023                   | 1952-       | Anglais             |           |
| Phil Seuling         | 2023                   | 1934-1984   | Anglais             |           |

## Nombre de nominations des membres du temple
Élus à leur première nomination
Joe Shuster, Jerry Siegel & Wallace Wood (1992) ; C. C. Beck et William Gaines (1993) ; Steve Ditko & Stan Lee (1994) ; Walt Kelly (1995) : Harold Foster & Alex Raymond (1996) ; Gil Kane, Charles M. Schulz & Curt Swan (1997) ; Neal Adams, Jean Giraud & Archie Goodwin (1998) ; Murphy Anderson (1999) ; Frank King & Marie Severin (2001) ; Sergio Aragonés & John Buscema (2002) ; Jules Feiffer & Don Martin (2004) ; Hugo Pratt (2005) ; Russ Manning (2006) ; Ross Andru, Dick Ayers & Mike Esposito (2007) ; John Broome, Arnold Drake, Len Wein & Barry Windsor-Smith (2008) ; Russ Heath & Jerry Iger (2009) ; Steve Gerber, Dick Giordano & Michael Wm. Kaluta (2010) ; Mort Drucker, Harvey Pekar, Roy Thomas & Marv Wolfman (2011) ; Richard Corben & Katsuhiro Ōtomo (2012) ; Al Jaffee (2013) ; Hayao Miyazaki & Alan Moore (2014) ; Denis Kitchen & Frank Miller (2015) ; Gilbert Hernandez, Jaime Hernandez, Walter Simonson & Jim Starlin (2017) ; Charles Addams, Karen Berger & Dave Gibbons (2018) ; José Luis García-López, Wendy et Richard Pini & Bill Sienkiewicz (2019); Alison Bechdel, Stan Sakai, Louise Simonson, Bill Watterson (2020) ; Ruth Atkinson, Dave Cockrum, Neil Gaiman, Scott McCloud (2021) ; Larry Hama et David Mazzucchelli (2022) ; Ann Nocenti, Tim Sale et Diana Schutz (2023).
Choix du jury sans nomination préalable
L. B. Cole (1999) ; Dale Messick (2001) ; Kazuo Koike & Gōseki Kojima (2004) ; Ogden Whitney (2007) ; Richard Felton Outcault & Malcolm Wheeler-Nicholson (2008) ; Burne Hogarth & Bob Montana (2010) ; Ernie Bushmiller & Lynd Ward (2011) ; Harry Lucey (2012) ; Joe Sinnott & Spain Rodriguez (2013) ; Orrin C. Evans (2014) ; Bill Woggon (2015) ; Tove Jansson (2016) ; Milt Gross, H. G. Peter & Dori Seda (2017) ; Carol Kalish (2018) ; Dave Stevens & Morrie Turner (2019) ; Stan Goldberg (2021) ; Mark Gruenwald, Marie Duval & Rose O'Neill (2022) ; Jerry Bails, Tony DeZuniga, Jay Jackson (en), Jack Katz, Aline Kominsky-Crumb, Win Mortimer, Diane Noomin, Kim Thompson, Mort Walker et Tatjana Wood (en) (2023) ; A. B. Frost, Billy Graham, Gary Groth, Albert Kanter (en), Oskar Lebeck (en), Don McGregor, Noel Sickles, E. C. Stoner (en) et Lynn Varley (2024).
Élus à leur deuxième nomination
Bob Kane (1993, 1996) ; Frank Frazetta (1994, 1995) ; Winsor McCay (1995, 1996) ; Joe Kubert (1995, 1998) ; Julius Schwartz (1996, 1997) ; George Herriman (1996, 2000) ; Jack Davis (1998, 2003) ; Jim Steranko (1998, 2006) ; John Romita Sr. (2001, 2002) ; Nick Cardy (2002, 2005) ; Joe Orlando (2002, 2007) ; Craig, Johnny (2003, 2005) ; Ramona Fradon (2003, 2006) ; Mort Weisinger (2008, 2010) ; Chris Claremont (2011, 2015) ; Lee Falk & Trina Robbins (2012, 2013) ; Dennis O'Neil (2012, 2014) ; Howard Chaykin (2012, 2022) ; Jacques Tardi (2013, 2016) ; Rube Goldberg (2014, 2016) ; Lynda Barry & Matt Groening (2015, 2016) ; George Pérez (2016, 2017) ; Jenette Kahn (2011, 2019) & Paul Levitz (2018, 2019) ; Don et Maggie Thompson (2019, 2020) ; Grant Morrison (2021, 2022) ; Brian Bolland (2019, 2023).
Une nomination puis choix du jury
Mac Raboy (1995, 1999) ; Osamu Tezuka (2001, 2002) ; Roy Crane (2000, 2001) ; Otto Binder (2003, 2004) ; William Moulton Marston (2005, 2006) ; Irwin Hasen (2007, 2014) ; Jack Jackson (2009, 2011) ; Sheldon Moldoff (2010, 2014) ; Carl Burgos (2010, 2016) ; Marge (2013, 2015) ; Jackie Ormes (2017, 2018) ; Jim Aparo (2018, 2019) ; Alberto Breccia (2009, 2021) ; Thomas Nast (2013, 2021) ; Rodolphe Töpffer (2011, 2021) ; Max Gaines (2021, 2022) ; Warren Kremer (2023, 2024), Frans Masereel (2010, 2024), Ron Turner (2022, 2024) et James Warren (2020, 2024).
Élus à leur troisième nomination
Dick Sprang (1996, 1998, 1999) ; Chester Gould (1996, 2000, 2001) ; Basil Wolverton (1996, 1998, 2000) ; Carmine Infantino (1997, 1999, 2000) ; Al Williamson (1998, 1999, 2000) ; Vaughn Bodé (1998, 2002, 2006) ; Severin, John (2000, 2002, 2003) ;Al Capp (2000, 2002, 2004) ; Gene Colan (2001, 2002, 2005) ; Kevin Eastman (2019, 2021, 2022) ; Moto Hagio (2020, 2021, 2022).
Deux nominations puis choix du jury
Alex Schomburg (1996, 1998, 1999) ; Charles Biro (1998, 2000, 2002) ; Lou Fine (2002, 2004, 2005) ; Martin Nodell (2006, 2010, 2011) ; Alex Niño (2019, 2021, 2022) ; Justin Green (2017, 2021, 2023) ; Garry Trudeau (2017, 2022, 2023) ; Gaspar Saladino (en) (2021, 2022, 2023) ; Keiji Nakazawa (2020, 2023, 2024) et Cliff Sterrett (2007, 2011, 2024).
Élus à leur quatrième nomination
Elzie Crisler Segar (1996, 1997, 2000, 2001) ; Art Spiegelman (1996, 1997, 1998, 1999) ; Will Elder (2000, 2001, 2002, 2003) ; Bill Blackbeard (2004, 2009, 2011, 2012) ; Wayne Boring (2004, 2005, 2006, 2007).
Trois nominations puis choix du jury
Bill Everett (1993, 1997, 1999, 2000) ; Jack Cole (1993, 1994, 1996, 1999) ; Bill Finger (1996, 1997, 1998, 1999) ; Harold Gray (1996, 2006, 2007, 2009) ; Bernie Krigstein (2000, 2001, 2002, 2003) ; René Goscinny & Albert Uderzo (2001, 2003, 2004, 2005) ; Floyd Gottfredson (2003, 2004, 2005, 2006) ; Robert Kanigher (2003, 2005, 2006, 2007) ; Mort Meskin (2006, 2008, 2012, 2013) ; Rudolph Dirks (2008, 2009, 2011, 2012) ; Antonio Prohías (2009, 2014, 2016, 2017) ; Bill Griffith (2013, 2016, 2017, 2023) ; Jeffrey Catherine Jones (2020, 2021, 2022, 2023) ; Kim Deitch (2011, 2015, 2016, 2024).
Élus à leur cinquième nomination
Dan DeCarlo (1995, 1999, 2000, 2001, 2002) ; Jerry Robinson (1998, 1999, 2000, 2003, 2004) ; Gilbert Shelton (2004, 2006, 2007, 2008, 2012) ; Rumiko Takahashi (2014, 2016, 2017, 2018).
Quatre nominations puis choix du jury
Sheldon Mayer (1992, 1996, 1998, 1999, 2000) ; John Stanley (1994, 1996, 2001, 2002, 2004) ; Hergé (1995, 2000, 2001, 2002, 2003) ; P. Craig Russell (2016, 2017, 2019, 2021, 2022) ; Creig Flessel (2006, 2007, 2008, 2023, 2024) et George Tuska (2008, 2011, 2014, 2022, 2024).
Élus à leur sixième nomination
Joe Simon (1993, 1994, 1995, 1997, 1998, 1999) ; Matt Baker (1999, 2005, 2006, 2007, 2008, 2009) ; Howard Cruse (2013, 2014, 2015, 2017, 2018, 2020).
Cinq nominations puis choix du jury
Graham Ingels (2004, 2005, 2006, 2007, 2008, 2009) ; June Tarpé Mills (2008, 2012, 2013, 2014, 2018, 2019) ; Lily Renée (2007, 2015, 2018, 2019, 2020, 2021).
Élu à sa septième nomination
Al Feldstein (1994, 1995, 1997, 1998, 1999, 2000, 2003).
Six nominations puis choix du jury
Gardner Fox (1993, 1994, 1995, 1996, 1997, 1998, 1999) ; Françoise Mouly (2014, 2015, 2016, 2017, 2018, 2020, 2021).
Élu à sa huitième nomination
Reed Crandall (1999, 2000, 2001, 2003, 2005, 2006, 2008, 2009).